# محمد الحمدان
محمد الحمدان لاعب كرة قدم سعودي سابق يلعب في خط الدفاع.
لعب سابقاً في نادي الشباب و نادي الوطني و احترف في نادي الريان القطري .